# Saint-Hilarion
Saint-Hilarion település Franciaországban, Yvelines megyében. Lakosainak száma 988 fő (2022. január 1.). Saint-Hilarion Émancé, Droue-sur-Drouette, Épernon, Gazeran, Hermeray és Raizeux községekkel határos.

## Népesség
A település népessége az elmúlt években az alábbi módon változott:
| Lakosok száma | 894  | 894  | 927  | 920  | 941  | 948  | 966  | 977  | 988  |
|               | 2013 | 2015 | 2016 | 2017 | 2018 | 2019 | 2020 | 2021 | 2022 |